# Мар'ян Ломницький

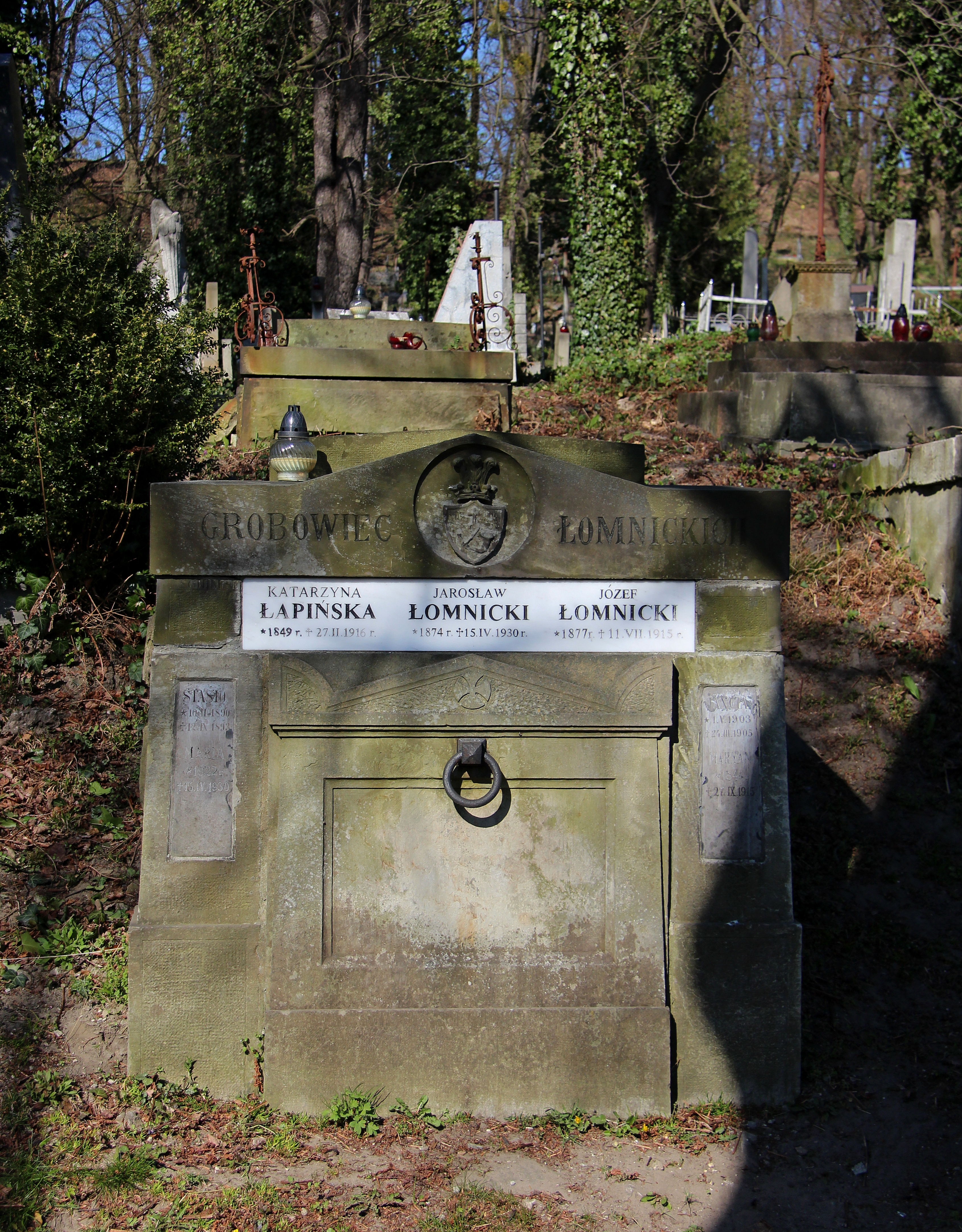

Ма́р'ян Алої́з Ломни́цький (9 вересня 1846, Баворів — 26 жовтня 1915, Львів) — галицький науковець-натураліст, за національністю поляк. Впродовж всього життя займався ентомологією, палеонтологією та геологією. Опублікував низку праць, з яких найвизначнішими є каталог жуків Галичини (1884) та геологічний атлас Галичини (1905).

## Молоді роки
Народився Мар'ян Ломницький у сім'ї зубожілого польського шляхтича Якуба Ломницького і Маґдалени Борковської 9 вересня 1845 року. Дитинство Мар'яна проходило в Баворові, під Тернополем, де він закінчив початкову школу, а згодом батьки відправляють його на навчання до Львова в Академічну гімназію. Саме тут у Ломницького проявляється схильність до природничих наук, і чимала заслуга в цьому його вчителів: Максиміліана Сили-Новицького, який викладав зоологію та Северина Плахетки, що читав ґеологію. Ці дві дисципліни й обрав для себе Мар'ян Ломницький, який в науковому світі знаний як видатний ентомолог і геолог.

## Сімейний стан
Був одружений із Марією Щуцькою, з якою у нього було троє синів: Ярослав Людомир Ломницький (1873—1931), Максиміліян Ломницький (1877—1947) та Антоній Мар'ян Ломницький (1881—1941).

## Віденсько-краківський період життя
У 1864 році він здобуває стипендію відомого галицького магната і філантропа Володимира Дідушицького. Ця стипендія дозволила молодому Ломницькому на три роки переїхати до Кракова, де він продовжує штудіювати природничі науки, а в 1867 році поступити до віденського університету. У столиці Австрійської імперії він поглиблено вивчає геологію у Е. Суесса й палеонтологію в Р. Кнера, знайомиться з Л. Міллером та Е. Рейтером.
У 1867 р. М. Ломницький разом із Л. Міллером та Е. Райттером організовують першу експедицію на Чорногору, яка тривала місяць — з червня по липень. Їх маршрут проляг через Коломию, Косів, Жаб'є (тепер смт Верховина), Бистрець і на Чорногірський хребет. В експедиції вони проводять збори жуків, у результаті чого у 1868 році М. Ломницький публікує свою першу відому наукову статтю — список жуків Чорногори, вперше даючи характеристику висотному розподілу різних видів. Він робить прив'язку своїх зборів до висотних рослинних поясів: букового, смерекового, субальпійського та альпійського. Задля справедливості потрібно сказати, що характерною рисою його робіт є детальний фізико-географічний та флористичний опис територій дослідження, що є дуже цінним в сучасних умовах, оскільки дає змогу прослідкувати зміни за тривалий час аж до сьогодення. Ще в 1867 році він налагоджує зв'язок з Комісією Фізіографічною Краківського Наукового Товариства, яке згодом стало Академією Умінь, де власне він й опублікував свою першу наукову працю. А вже через рік — у 1868 році, у Відні, він складає іспит на вчителя середньої школи.

## Станиславівський період життя
1868 року повертається до Львова, де працює в Гімназії імені імператора Франца Йосифа I. Наступного року Мар'ян Алоїз Ломницький перебирається до Станиславова (нині Івано-Франківськ), де викладає зоологію в тутешній Гімназії. Впродовж наступних дев'яти років він працює над зборами комах околиць Станиславова, заснувавши цілу ентомологічну школу. І в 1875 році публікує наукову працю «Жуки зібрані в околицях Станиславова» — це найбільша і найґрунтовніша робота присвячена колеоптерофауні міста, ніхто до нього і ніхто досі не перевершив за масштабами і обсягами його роботу. Ця праця охоплює значну територію межиріччя Бистриці Солотвинської, Бистриці Надвірнянської і Ворони, які зливаються поблизу с. Вовчинці. Тут він наводить дані про знаходження 750-и видів твердокрилих, дані про які широко використовується біологами й ентомологами в сучасних дослідженнях біологічного різноманіття.
У 1871 р. Мар'ян Ломницький одружується, а через два роки — 1873 р. — у нього народжується син Ярослав Людомир, який також став відомим галицьким натуралістом.
У 1877 та в 1878 рр. за сприяння Комісії Фізіографічної у Кракові М. Ломницький бере участь у двох експедиціях в «Гори Солотвинські» (Центральні Ґорґани), які проходили по маршруту Солотвин — Пороги — Гута — Сивульський та Ігровецький хребти. Дослідження стосувалися не тільки фауни жуків, але й прямокрилих та риб. В опублікованій, за результатами експедиції, статті, він наводить 239 видів жуків. Аналогічну експедицію було споряджено в 1880 р. у верхів'я р. Лімниці, що в «Горах Стрийських» (Північні Ґорґани). Дослідження проводились по маршруту Перегінське — Підлюте — Осмолода — Ґрофянський хребет де було виявлено 19 видів прямокрилих та 376 видів жуків.
Як ґеолог, Мар'ян Ломницький досліджує Вовчинецькі Пагорби, що на схід від Станиславова, і тут же робить відкриття (1871 р.), описавши новий вид амонітів крейдового періоду Pachydiscus stanislaopolitanus.

## Львівський період життя
У 1879 році Ломницький знову переїжджає до Львова де проживає аж до кінця свого життя. Тут він працює в IV Львівській гімназії й одночасно (з 1878 по 1882 рік) викладає зоологію у Вищій Рільничій Школі у Дублянах. М. Ломницький публікує низку статей з доповненнями до фауни жуків Галичини, а фундаментальнішою його працею, яка узагальнила всі попередні багаторічні дослідження став каталог жуків Галичини (1884) латинською мовою. У цій роботі він наводить 3182 види і 130 варіацій жуків. Список наведених видів включає в себе також низку синонімів, які вживалися й були поширені в літературі того часу, а особливою рисою є спроба дати характеристику розподілу видів за висотним градієнтом. Зокрема він розділяє всі види на ті, що поширені в Карпатах, ті, що розповсюджені на Поділлі, та ті, що зустрічаються на всіх територіях. Згодом він публікує колеоптерологічний список околиць м. Львова у чотирьох томах (1890—1906) та список жуків Польщі (1913).
Найвизначнішою геологічною працею Мар'яна Алоїза Ломницького став «Геологічний атлас Галичини». У 1905 році обіймає посаду куратора відділу зоології Музею імені Дідушицьких (нині Державний природознавчий музей НАНУ) у Львові, якому передає всі свої колекційні збори, нагромаджені за 35 років наукової діяльності. У цей період він листується з відомим ентомологом С. О. Мокржецьким, публікує список його наукових праць, називає на його честь жука, описаного Мар'яном Ломницьким як новий для науки вид.
Помер Мар'ян Алоїз Ломницький 26 жовтня 1915 року і похований на 21 полі Личаківського цвинтаря у Львові. Після його смерті куратором музею Дідушицьких став його син Ярослав Ломницький.

## Відзнаки
Визнанням наукових заслуг Мар'яна Алоїза Ломницького стало нагородження його лицарським хрестом ордена Франца Йосифа (1904), присвоєння йому почесного доктора філософії Львівського університету (1912), почесного члена Товариства природничників імені Коперніка (1909) та Татранського Товариства (1912). На честь Ломницького названі види рослин, жуків і викопних тварин.

## Наукові праці
1. Łomnicki M. Spisy chrząszczów. 1. Z okolicy Drohobycza. 2. Z okolicy Bochni. 3. Z okolicy Tarnopola // Sprawozdanie Komisyi Fizyjograficznej. — Kraków, 1867. — 1. — S. 141—144;
2. Łomnicki M. Wycieczka na Czarnogórę // Sprawozdanie Komisyi Fizyjograficznej. — Kraków, 1868a. — 2. — S. 132—152;
3. Łomnicki M. Spisy chrząszczów. Małkowice obok Gródka (okręg Lwowski), także okolicy Tarnopola // Sprawozdanie Komisyi Fizyjograficznej. — Kraków, 1868b. — 2. — S. 153;
4. Łomnicki M. Zapiski z wycieczki podolskiej odbytej w roku 1869 pomiędzy Seretem, Zbruczem a Dniestrem // Sprawozdanie Komisyi Fizyjograficznej. — Kraków, 1870. — 4. — S. 41-85;
5. Łomnicki M. Wykaz dodatkowy chrząszczów galicyjskich // Sprawozdanie Komisyi Fizyjograficznej. — Kraków, 1874. — 8. — S. 12-18;
6. Łomnicki M. Chrząszcze zebrane w okolicy Stanisławowa // Sprawozdanie komisyi fizyjograficznej, T. 20. — Kraków, 1875. — s. 154—184;
7. Łomnicki M. Sprawozdanie z wycieczki zoologicznej odbytej na Podolu w r. 1876 pomiędzy Seretem, Zbruczem a Dniestrem // Sprawozdanie Komisyi Fizyjograficznej. — Kraków, 1877. −11. — S. 128—151;
8. Łomnicki M. Wykaz chrząszczów nowych dla fauny galicyjskiej // Sprawozdanie Komisyi Fizyjograficznej. — Kraków, I877. — 11. — S. 151—152;
9. Łomnicki M. Wykaz chrząszczów nowych dla fauny galicyjskiej // Sprawozdanie Komisyi Fizyjograficznej. — Kraków, 1879. — 13. — S. 221—223;
10. Łomnicki M. Chrząszcze zebrane w górach Sołotwińskich // Sprawozdanie Komisyi Fizyjograficznej. — Kraków, 1880. — 14. — S. 3-12;
11. Łomnicki M. Sprawozdanie z wycieczki entomologicznej w góry Stryjskie podjętej w r. 1880 // Sprawozdanie Komisyi Fizyjograficznej. — Kraków, 1882. — 16. — S. 240—254;
12. Łomnicki M. Catalogus Coleopterorum Haliciae. — Leopoli, 1884. — S. 1-43;
13. Łomnicki M. Muzeum imienia Dzieduszyckich we Lwowie. Dział 1. Zoologiczny oddział zwierząt bezkręgowych. Chrząszcze (Coleoptera). — Lwów, 1886. — S. 1-77;
14. Łomnicki M. Fauna Lwowa i okolicy. 1. Chrząszcze (Coleoptera). (Tęgoskrzydłe). Cz. 1 // Sprawozdanie Komisyi Fizyjograficznej. — Kraków, 1890. — 25. — S. 141—217;
15. Łomnicki M. Wykaz chrząszczów nowych dla fauny Galicyi // Sprawozdanie Komisyi Fizyjograficznej. — Kraków, 1891. — 26. — S. 16-25;